# Schließungssatz von Poncelet

Zwei elliptische Kegelschnitte und beispielhaft zwei (von unendlich vielen) Fünfecken.

Der Schließungssatz von Poncelet ist ein Satz der projektiven Geometrie und besagt: Kann man ein {\displaystyle n}-Eck ({\displaystyle n>2}) gleichzeitig einem Kegelschnitt {\displaystyle C} umschreiben und einem anderen Kegelschnitt {\displaystyle D} einschreiben, so gibt es noch unendlich viele weitere {\displaystyle n}-Ecke mit dieser Eigenschaft.
Alternative Formulierung: {\displaystyle C}, {\displaystyle D} seien Kegelschnitte. {\displaystyle C} liege innerhalb von {\displaystyle D}. Man startet dann folgende Kette von Konstruktionen: Von einem Punkt {\displaystyle M} auf {\displaystyle D} wird die Tangente zu {\displaystyle C} gezogen, die {\displaystyle D} in einem weiteren Punkt {\displaystyle N} schneidet, von diesem Punkt wird die zweite Tangente auf {\displaystyle C} gezogen usw. Schließt sich die aus den Tangentenabschnitten gebildete Figur wieder im Punkt {\displaystyle M}, so besagt der Satz, dass es noch unendlich viele weitere solche Figuren zu den Kegelschnitten {\displaystyle C}, {\displaystyle D} gibt. Man kann mit einem beliebigen anderen Punkt von {\displaystyle D} starten und erhält wieder ein geschlossenes Vieleck. Die so erhaltenen Vielecke heißen auch Poncelet-Polygone.
Jean-Victor Poncelet gab in seinem Traité des propriétés projectives des figures von 1822 einen („synthetischen“) geometrischen Beweis. Carl Gustav Jacobi (Journal für die reine und angewandte Mathematik, Bd. 3, 1828) gab einen Beweis mit elliptischen Funktionen. Ein moderner Beweis von Phillip Griffiths macht transparent, dass die Gruppeneigenschaften elliptischer Kurven hinter diesem Satz stecken. Der Satz ist nach Griffiths äquivalent dem Additionsgesetz elliptischer Integrale. Viele weitere berühmte Mathematiker haben Beiträge für den Satz und seine Verallgemeinerung geliefert, beispielsweise gab Arthur Cayley explizite Bedingungen dafür an, wann Kegelschnitte solche Poncelet-Polygone haben (Philosophical Magazine Bd. 6, 1852, 99, Phil.Trans.Royal Society Bd. 151, 1861, S. 225, auch in Henri Lebesgue: Les coniques. 1942). Das wird vom Standpunkt der Theorie elliptischer Kurven auch dargestellt in Griffiths, Harris On Cayley's explicit solution to Poncelet's porism. L'enseignement Mathematique, 24 (1978). 
Der Satz ist das Paradebeispiel für eine Klasse geometrischer Probleme, die Schließungsprobleme genannt werden.